# Антоний и Клеопатра (фильм, 1908)
«Антоний и Клеопатра» (англ. Antony and Cleopatra) — первая экранизация одноимённой трагедии, поставленная в 1908-м году.

## Сюжет
История трагической любви римского полководца Марка Антония и последней царицы Египта из династии Птолемеев — Клеопатры.

## Критика
- «Несколько фотографий, который нам удалось увидеть из многочисленных экранизаций произведений Шекспира („Макбет“, „Ричард III“, „Ромео и Джульетта“, „Антоний и Клеопатра“, „Юлий Цезарь“ и др.) подтверждают суждение Жассе, считавшего их скорее искажением, чем инсценировкой»[1].

## В ролях
- Морис Костелло
- Флоренс Лоуренс
- Уильям Рэноус
- Чарльз Чэпман
- Бетти Кент
- Пол Панцер
- Эрл Уильямс

## Съёмочная группа
- Режиссёры — Дж. Стюарт Блэктон, Чальз Кент
- Продюсер — Дж. Стюарт Блэктон